# Dicynodon
Dicynodon ('doble dent de gos') és un gènere de teràpsids dicinodonts que visqueren durant el Permià. Era herbívor, igual que els altres dicinodonts. Les úniques dents que tenia eren els dos ullals que donen nom a aquest gènere. Atenyia la mida d'un hipopòtam. El paleontòleg Roger Smith, del Museu de Sud-àfrica, plantejà la possibilitat que ocupés un nínxol ecològic comparable al dels bous d'avui en dia. Durant molt de temps se'l considerà un tàxon calaix de sastre, amb més de 160 espècies en aquest grup, però una sèrie de revisions taxonòmiques n'han acotat molt millor els límits.